# Bela Vista da Caroba
Bela Vista da Caroba ist ein brasilianisches Munizip im Südwesten des Bundesstaats Paraná. Es hat 4.031 Einwohner (2022), die sich Bela-Vistenser nennen. Seine Fläche beträgt 148 km². Es liegt 546 Meter über dem Meeresspiegel.

## Etymologie
Der Namensbestandteil Caroba bezeichnete einen Baum, nämlich eine Caroba-branca, der den Jägern in dieser Gegend als Treffpunkt diente. Bela Vista bedeutet Gute Aussicht. Damit brachten die ersten Bewohner zum Ausdruck, dass sie hier gute Aussichten für ihre Ansiedlung erwarteten.

## Geschichte

### Besiedlung
Die Besiedlung der Region begann 1949 mit der Ankunft von Einwanderern aus Rio Grande do Sul und Santa Catarina. Sie nahmen das Land als Posseiros ohne amtliche Urkunden in Besitz.

### Revolta dos Colonos (Siedleraufstand)
Im Jahr 1951 kam Pedro Godoi dos Santos hierher, der sich in der Revolta dos Colonos (deutsch: Siedleraufstand) als Anführer der angesiedelten Familien hervortat. Ihr Kampf um den Besitz des Landes erreichte 1952 seinen Höhepunkt. Der erste Aufstand gegen die Jagunços (bewaffnete Landhüter im Sold der Großgrundbesitzer) fand in der Siedlung Esquina Gaúcha statt, wo viele Siedler getötet wurden. Der zweite Kampf wurde bei Kilometer 19 ausgetragen. Der dritte Kampf erfolgte im Büro der Clevelândia Industrial e Territorial Ltda (CITLA) in Lajeado Grande, das von den aufständischen Siedlern niedergebrannt wurde.
Dieses Unternehmen wollte sich das Land der Siedler gewaltsam aneignen, um es ihnen dann zu verkaufen, obwohl sie es bereits bearbeiteten. Es gab viele erinnerungswürdige Vorkommnisse wie zum Beispiel, dass sich die verängstigten Siedler mehrere Tage lang im Busch versteckten. All diese Ereignisse lösten große Angst und Besorgnis aus, da viele ehrliche Menschen für immer verschwanden.

### Aufteilung des Landes
Die Landaufteilungen wurden von den ankommenden Siedlern selbst vorgenommen. Sie wurden von drei Inspektoren der Colônia Agrícola General Osório (CANGO) aus Ampére und Francisco Beltrão unterstützt. Die CANGO förderte im Rahmen der von Getúlio Vargas entwickelten Besiedlungspolitik für den äußersten Westen Brasiliens (Marsch in den Westen) die Erschließung des Gebiets und die Anwerbung von Kolonisten. Es kamen weitere Zuwanderer vor allem aus dem Süden des Landes auf der Suche nach ertragreicheren Böden. Diese Familien waren zumeist europäischer Abstammung (Deutsche und Italiener).
Anfangs gab es keine Straßen, sondern nur von den Siedlern selbst angelegte Wege. Die frühen Siedler berichteten, dass es damals viele wilde Tiere wie Tiger, Hirsche, Schweine, Brüllaffen, Affen, Pacas und Tapire gab.

### Erhebung zum Munizip
Bela Vista da Caroba wurde durch das Staatsgesetz Nr. 11254 vom 1. Dezember 1995 aus Pérola d’Oeste und Pranchita ausgegliedert und in den Rang eines Munizips erhoben. Es wurde am 1. Januar 1997 als Munizip installiert.

## Geografie

### Fläche und Lage
Bela Vista da Caroba liegt auf dem Terceiro Planalto Paranaense (der Dritten oder Guarapuava-Hochebene von Paraná). Seine Fläche beträgt 148 km². Es liegt auf einer Höhe von 546 Metern.

### Vegetation
Das Biom von Bela Vista da Caroba ist Mata Atlântica.

### Klima
Das Klima ist gemäßigt warm. Es werden hohe Niederschlagsmengen verzeichnet (2055 mm pro Jahr). Im Jahresdurchschnitt liegt die Temperatur bei 20,5 °C. Die Klimaklassifikation nach Köppen und Geiger lautet Cfa.

### Gewässer
Bela Vista da Caroba liegt im Einzugsgebiet des Iguaçu. Der Rio Capanema bildet zusammen mit seinem linken Nebenfluss Rio Alegre die östliche Grenze des Munizips. Im Westen des Munizips entspringt der Rio Lajeado Grande, fließt ein kurzes Stück entlang der Grenze und mündet später in den linken Iguaçu-Nebenfluss Rio Santo Antônio.

### Straßen
Bela Vista da Caroba ist über die PR-881 an Pérola d’Oeste und die BR-163 angebunden.

### Nachbarmunizipien
| Pérola d’Oeste |                                             |        |
|                | Kompassrose, die auf Nachbargemeinden zeigt | Ampére |
|                | Pranchita                                   |        |

## Stadtverwaltung
Bürgermeister: Gelson Maffi, PDT (2021–2024)
Vizebürgermeister: Mateus de Marins, PDT (2021–2024)

## Demografie

### Bevölkerungsentwicklung
| Jahr | Einwohner | Stadt | Land |
| ---- | --------- | ----- | ---- |
| 2000 | 4.503     | 17 %  | 83 % |
| 2010 | 3.945     | 26 %  | 74 % |
| 2022 | 4.031     |       |      |

Quelle: IBGE, bis 2010: Volkszählungen und Volkszählung 2022

### Ethnische Zusammensetzung
| Gruppe * | 2000    | 2010    | wer sich als …                                                                   |
| --- | ------- | ------- | -------------------------------------------------------------------------------- |
| Weiße | 67,8 %  | 63,2 %  | weiß bezeichnet                                                                  |
| Schwarze | 1,9 %   | 2,8 %   | schwarz bezeichnet                                                               |
| Gelbe | 0,0 %   | 0,1 %   | von fernöstlicher Herkunft wie japanisch, chinesisch, koreanisch etc. bezeichnet |
| Braune | 30,1 %  | 34,0 %  | braun oder als Mischung aus mehreren Gruppen bezeichnet                          |
| Indigene | 0,2 %   | 0,0 %   | Ureinwohner oder Indio bezeichnet                                                |
| ohne Angabe | 0,0 %   | 0,0 %   |                                                                                  |
| Gesamt | 100,0 % | 100,0 % |                                                                                  |
| *) Das IBGE verwendet für Volkszählungen ausschließlich diese fünf Gruppen. Es verzichtet bewusst auf Erläuterungen. Die Zugehörigkeit wird vom Einwohner selbst festgelegt. |         |         |                                                                                  |

Quelle: IBGE (Stand: 1991, 2000 und 2010)

## Wirtschaft

### Kennzahlen
Mit einem Bruttoinlandsprodukt pro Einwohner von 19.710,62 R$ bzw. rund 4.400 € lag Bela Vista da Caroba 2019 auf dem 349. Platz der 399 Munizipien Paranás.
Sein mittelhoher Index der menschlichen Entwicklung von 0,681 (2010) setzte es auf den 295. Platz der paranaischen Munizipien.